# Sicydium gilberti
Sicydium gilberti är en fiskart som beskrevs av Watson 2000. Sicydium gilberti ingår i släktet Sicydium och familjen smörbultsfiskar. IUCN kategoriserar arten globalt som otillräckligt studerad. Inga underarter finns listade i Catalogue of Life.